# 赫雪-蔡司實驗

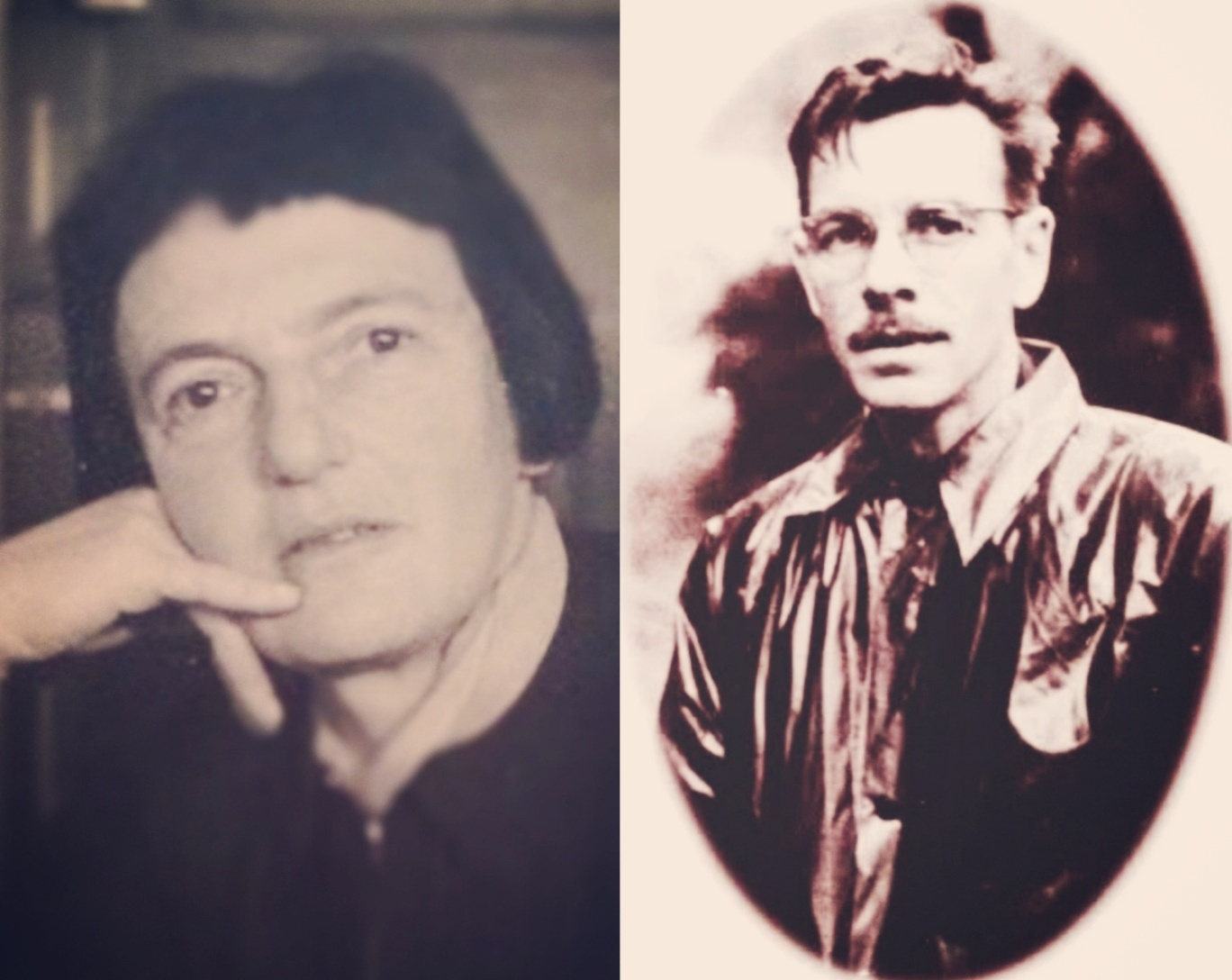
瑪莎·蔡斯（左）與阿弗雷德·赫希（右）共同主導本實驗，確立了DNA作為遺傳物質的功能。

T2噬菌體構造。

赫雪-蔡司實驗（英語：Hershey-Chase experiment）是阿弗雷德·赫希（Alfred Day Hershey）與瑪莎·蔡斯（Martha Cowles Chase）在1952年所主導，利用T2噬菌體（T2 phage）與細菌進行的一系列生物學實驗。
此實驗確認了DNA在噬菌體以及其他生物中作為遺傳物質的功用。雖然生物學家在1869年就發現了DNA，但在此之前，許多科學家仍然認為蛋白質攜帶著遺傳信息，因為DNA似乎是一種惰性分子，而且由於它位於細胞核中，人們認為它的作用是儲存磷。
阿弗雷德·赫希、薩爾瓦多·盧瑞亞與馬克斯·德爾布呂克共同獲得1969年的諾貝爾生理學或醫學獎，理由是「發現確認病毒的遺傳結構」。不過，瑪莎·蔡斯卻無緣獲得此獎項。

## 實驗與原理

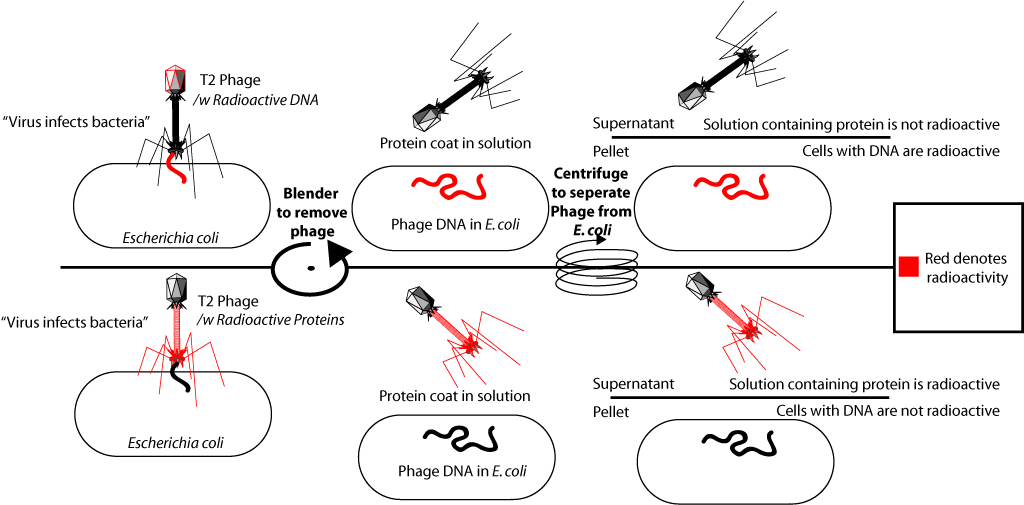
實驗圖解。紅色部分是具有放射性的構造。

噬菌體是一種專門感染細菌的小型病毒，擁有以蛋白質組成的外殼，這些外殼將遺傳物質包覆其中。當噬菌體感染細菌時，會將其遺傳物質導入並遺留在細菌體內，而外殼則維持不變，並脫離細菌。
其中一項實驗中，研究者將T2噬菌體培養在含有32P（磷的放射性同位素）的培養基中，使這些噬菌體體內的DNA含有放射性元素（磷存在於DNA中）。接著將噬菌體用來感染細菌，再將細菌與噬菌體外殼（coat）利用離心機分離。最後發現放射性元素存在於受感染的細菌體內。
另外一項實驗中，研究者將噬菌體培養在含有35S（硫的放射性同位素）的培養基中，使這些噬菌體體內的蛋白質含有放射性元素（硫存在於蛋白質中）接著將噬菌體用來感染細菌，再將細菌與噬菌體利用離心機分離。最後發現放射性元素存在於噬菌體外殼中。
由於噬菌體會將本身的遺傳物質植入細菌體內，因此這一系列的實驗結果顯示，DNA才是這些噬菌體的遺傳物質，而蛋白質則無此功能。

## 原始文獻
- Hershey, A.D. and Chase, M. (1952) Independent functions of viral protein and nucleic acid in growth of bacteriophage. J Gen Physiol. 1:39-56.